# 步行街站
步行街站位于中华人民共和国四川省成都市彭州市，是成都市域铁路成灌线彭州支线上的火车站，由中国铁路成都局集团管辖。步行街站属于高架层两线两站台的高铁站，于2019年2月20日与彭州南站共同正式开通运营。